# Sergueï Babkov
Sergueï Anatolievitch Babkov (en russe : Сергей Анатольевич Бабков), né le 5 juin 1967 à Novossibirsk (république socialiste fédérative soviétique de Russie, URSS) et mort le 21 août 2023, est un joueur et entraîneur  de basket-ball russe. Il évolue au poste d'arrière.

## Palmarès
- Finaliste du championnat du monde 1994
- Finaliste du championnat du monde 1998
- Finaliste du championnat d'Europe 1993
- 3e du championnat d'Europe 1997